# Pitnus australiae
Pitnus australiae là một loài bọ cánh cứng trong họ Ptinidae. Loài này được Lea miêu tả khoa học năm 1923.